# 劉蘭英
劉蘭英（泰語：ภาวนา ชนะจิตParwarna Liu Lan Ying；1942年12月20日—2012年9月9日），本名อรัญญาภรณ์ เหล่าแสงทอง。泰國女演員，曾參演多部香港電影，被稱爲「亞洲明珠」。

## 個人簡介
劉蘭英於1942年12月20日出生于泰國曼谷吞武里縣的華裔家庭。1960年開始參演電影，1986年后淡出演艺圈。2012年被泰国警方发现其在水池中溺水身亡，享年69岁。后在泰国瑪庫卡薩特里亞拉姆拉查沃拉維漢寺进行火葬。

## 演艺事业
她参演的第一部电影为1959年上映的《เด็กยกรีเฟลคDek Yak Ree-Feluk》。后又于1960年参演《แสงสูรย์Sang Sun》，她也因此电影获得了由泰国娱乐新闻协会举办的泰国金娃娃最佳女配角奖。

在演藝界，她被稱爲「亞洲明珠（ไข่มุกแห่งเอเชีย）」。除泰國影片外，她也曾參與《拳擊》、《血戰》、《獅吼》等香港影片以及日本特攝電影《猴王大戰七超人》。
她最常扮演年輕女孩。隨著年齡的增長，她仍然扮演比實際年齡更年輕的角色。最終，她決定在40歲時結束演藝生涯，因爲她只想讓人們永遠記住女主角年輕時的形象。

## 溺水離世
2012年9月，劉蘭英與其同居男友發生爭執後離家出走。其養子向警方報告其失蹤後，警方於其住址附近的水塘里發現了劉的屍體，劉常常在此處敬拜聖靈。據法醫調查，劉可能是意外落水後，頭部撞擊到了硬物，導致她失去知覺溺水身亡，但無法判斷是否謀殺。

### 財產爭議
劉蘭英死亡後，其同居男友聲稱有取得她財產的權利，警方稱這些資產總計達20億泰銖。此外，她的親屬私自拿走了她的20萬泰銖現金和一些金飾。男友稱，這些資產是他與劉合作賺取的，他將與任何試圖剝奪他財產的人進行法律鬥爭，如果親屬不歸還現金和黃金，他將提出控訴。男友還表示，雖然帕瓦納收養了她姐姐的兒子，但她的資產不應全部分配給這個兒子。
劉蘭英的親屬則表示，他們認為她的死因“可疑”，指控男友爲兇手，並稱他的犯罪動機是感情問題和她的財富。